# Siropeoni
Siropeoni (starogrško Σιροπαίονες, latinizirano: Sirpoaíones, grško Σιριοπαίονες, ή Σιρινοπαίονες, latinizirano: Siriopaíones, Sirinopaíones) so bili starodavno peonsko pleme, ki je naseljevalo starodavno mesto Siris (zdaj Serres) in Strumiško nižino. Bili so eno od osmih (Herodot) ali desetih (Tukidid) plemen Peonije. Njihovo ozemlje je segalo do ozemelj Bisaltov in Odomantov na jugu, Sintov na severu, do reke Strume na vzhodu in Medov na zahodu. Od Krestonije jih je ločevala gorska veriga. Njihovo glavno mesto je bil Siris (zdaj Serres). Leta  486 pr. n. št. jih je porazil perzijski general Megabaz, potem pa so jih Perzijci izgnali v Anatolijo, kjer naj bi ustanovili Serepolis.

## Zapuščina
Z njihovim plemenskim imenom je povezan toponim Kirkipanija.

## Sklic
1. ↑  Hanswilhelm Haefs (2004). Ortsnamen und Ortsgeschichten in Schleswig-Holstein: zunebst dem reichhaltigen slawischen Ortsnamenmaterial und den dänischen Einflüssen auf Fehmarn und Lauenburg, Helgoland und Nordfriesland: woraus sich Anmerkungen zur Landesgeschichte ergeben. BoD – Books on Demand. str. 188–. ISBN 978-3-8334-0509-9.